# Atyloella tribinicuspidata
Atyloella tribinicuspidata is een vlokreeftensoort uit de familie van de Pontogeneiidae. De wetenschappelijke naam van de soort is voor het eerst geldig gepubliceerd in 2006 door Rauschert.